# ピラミッドフィルム
株式会社ピラミッドフィルムは、東京都港区に本社を置く映像制作会社である。
写真家の操上和美を中心に1978年（昭和53年）設立。代表取締役社長として中島章が就任している。CM、web、映画、ショートフィルムなどの映像制作を中心に活動を続けている。最近の作品として、uniqloのシリーズがある。また、プリビジュアライゼーションを多用した撮影技法も開発している。

## 会社概要
- 本社所在地 東京都港区海岸1-14-24　鈴江倉庫5F
- ピースリー事業本部 東京都港区芝公園2-11-1 住友不動産芝公園タワー11Ｆ
- 関連会社 有限会社キャメル、Rondinia, inc.、株式会社ピラミッドフィルムクアドラ、上海金頂広告有限公司